# José María Solano Eulate
José María Solano Eulate, IV marqués del Socorro (Madrid, 1841-1912), fue un arqueólogo y naturalista español.

## Biografía
Natural de Madrid, donde nació en 1841, siguió al mismo tiempo los estudios de abogacía y de ciencias. Catedrático de Geología y miembro fundador de la Sociedad Española de Historia Natural en 1871, publicó varios trabajos, bajo los títulos de Nociones de historia natural, al alcance de los niños (1869); Guía del gabinete de historia natural (1871); Sobre el hallazgo en Ciempozuelos de dos variedades de glauberita (1872); Calcedonia geódica enhidra de la América del Sur (1872); Noticia sobre una piedra meteórica caída en término de Murcia, el 18 Agosto 1870 (1872); Noticia sobre un hierro meteórico hallado en el departamento oriental de la Isla de Cuba (1872); Noticia acerca de un aragonito coraloideo de la mina «La Begoña», en término de tres concejos (Vizcaya) (1873); Indicación de algunos minerales del Escorial (1873); Noticia sobre fósiles y minerales de Almadén y sobre un ejemplar de fluorina notable por su forma (1874); Breve noticia sobre la colección de minerales del general don Miguel Lobo, adquirida por el Museo de Ciencias (1876); Cartas inéditas del barón Alejando de Humboldt, Catálogos de huesos fósiles cuaternarios de oso encontrados por Solano y Eulate en la cueva de Aizquirri (Villa de Oñate) y de los hallados por el mismo en la cueva de Berriatua (1878); Noticia necrológica de don Alfonso de Areitio y Larrinaga (1884), y Apuntes de geología litológica (geognóstica) é histórica estratigráfica (1905). Cuarto marqués del Socorro y cuñado de Ramón Adán de Yarza, falleció en 1912.